# Mule Variations
Mule Variations è il tredicesimo album in studio del cantautore statunitense Tom Waits.

## Tracce
Tutte le canzoni, eccetto dove indicato, sono state scritte da Tom Waits e dalla moglie Kathleen Brennan.
1. Big In Japan - 4:05
2. Lowside Of The Road - 2:59
3. Hold On - 5:33
4. Get Behind The Mule - 6:52
5. House Where Nobody Lives - 4:14 - (Tom Waits)
6. Cold Water - 5:23
7. Pony - 4:32 - (Tom Waits)
8. What's He Building? - 3:20 - (Tom Waits)
9. Black Market Baby - 5:02
10. Eyeball Kid - 4:25
11. Picture In A Frame - 3:39
12. Chocolate Jesus - 3:55
13. Georgia Lee - 4:24
14. Filipino Box Spring Hog - 3:09 - (Tom Waits)
15. Take It With Me - 4:24
16. Come On Up To The House - 4:36